# Per Hilmar Nybø
Per Hilmar Nybø (21 aprile 1966) è un ex calciatore norvegese, di ruolo centrocampista.

## Carriera

### Club
Nybø cominciò la carriera con la maglia del Brann. Contribuì alla promozione del campionato 1986 ed esordì nella massima divisione in data 2 maggio 1987, quando fu titolare nella vittoria per 2-1 sul Kongsvinger. Il 22 agosto successivo, arrivò la prima rete nella 1. divisjon: siglò infatti il gol della vittoria sullo Start, con l'incontro che terminò con il punteggio di 1-0. Restò al Brann fino al 1992. In seguito, vestì la casacca del Fana.